# Eigia
Eigia é um género botânico pertencente à família Brassicaceae.